# Eötvös-experiment
Het Eötvös-experiment was een beroemd natuurkundig experiment waarbij het verband tussen traagheidsmassa en zwaartekrachtsmassa werd onderzocht, en dat aantoonde dat de twee één en dezelfde waren. Dat werd al lang vermoed maar nooit met dezelfde nauwkeurigheid aangetoond. De eerste proeven op dit gebied werden gedaan door Isaac Newton (1642-1727) en in verbeterde vorm door Friedrich Wilhelm Bessel (1784-1846).  Een veel nauwkeuriger experiment met behulp van een torsiebalans werd uitgevoerd door Loránd Eötvös vanaf ongeveer 1885, met verdere verbeteringen tot in 1909. Daarna kwam het team van Eötvös met een reeks vergelijkbare maar steeds nauwkeuriger experimenten, evenals experimenten met verschillende soorten materialen en op verschillende locaties op aarde, die allemaal dezelfde equivalentie in massa vertoonden. Op hun beurt leidden deze experimenten tot het moderne begrip van het equivalentieprincipe dat is verwerkt in de algemene relativiteitstheorie, waarin dat gravitatiemassa en traagheidsmassa hetzelfde zijn.

## Het originele experiment van Eötvös

Als de verhouding van F _{1} tot F _{2} zou verschillen van de verhouding van G _{1} tot G _{2}, zou de staaf roteren. De spiegel wordt gebruikt om de rotatie te volgen.

Richting van de middelpuntvliedende kracht ten opzichte van de zwaartekracht op het aardoppervlak.

Het oorspronkelijke meetinstrument van Eötvös bestond uit twee massa's aan de uiteinden van een staaf, opgehangen aan een dunne snaar. Een spiegel die aan de staaf of vezel was bevestigd, spiegelde licht in een kleine telescoop . Zelfs microscopisch kleine draaiingen van de staaf zouden zo waargenomen kunnen worden.
Vanuit het referentiekader van de aarde gezien, het zgn. "labframe", dat geen inertiaalstelsel is, zijn de enige krachten die op de gebalanceerde massa's werken de spankracht van de snaar, de gravitatiekracht en de centrifugaalkracht als gevolg van de rotatie van de Aarde. Gravitatie wordt berekend met de universele gravitatiewet van Newton en staat voor de zwaartemassa. De middelpuntvliedende kracht wordt berekend door de bewegingswetten van Newton en is afhankelijk van de traagheidsmassa.
Het experiment was zo opgezet dat als de twee soorten massa's verschillend waren de twee krachten niet met dezelfde sterkte op de twee voorwerpen zouden werken, en dan zou vroeger of later de staaf gaan roteren. Gezien vanuit het roterende "labframe", heft de snaarspanning plus de (veel kleinere) middelpuntvliedende kracht het gewicht precies op (als vectoren), terwijl gezien vanuit elk inertiaalstelsel de (vector)som van het gewicht en de snaarspanning het object doet meedraaien met de aarde.
Als de staaf in het laboratoriumframe in rust blijft moeten de effecten op de staaf van de krachten die op elk voorwerp werken een netto koppel van nul creëren (de enige vrijheidsgraad is rotatie in het horizontale vlak). Veronderstellen we dat het systeem constant in rust is - dit betekent mechanisch evenwicht (dwz netto krachten en koppels nul) - met de twee lichamen dus ook in rust, maar met verschillende middelpuntvliedende krachten erop en die daardoor verschillende koppels uitoefenen op de staaf, dan zou de staaf spontaan gaan draaien. Het systeem kan dus niet in deze toestand blijven; elk verschil tussen de middelpuntvliedende krachten op de twee lichamen zal de staaf in rotatie brengen.

## Verdere verbeteringen
Eerste proeven rond 1885 toonden aan dat er geen duidelijk verschil was, en Eötvös verbeterde het experiment om dit nauwkeuriger aan te tonen. In 1889 gebruikte hij het apparaat met verschillende soorten materialen om te zien of er een verandering was in de gravitatiekracht als gevolg van materialen. Het experiment bewees dat een dergelijke verandering niet kon worden gemeten, met een geclaimde nauwkeurigheid van 1 op 20 miljoen. In 1890 publiceerde hij deze resultaten, evenals een meting van de massa van de Gellért-heuvel in Boedapest . 
Het jaar daarop begon hij te werken aan een aangepaste versie van het apparaat, die hij de "horizontale variometer" noemde. Hierin was de basis lay-out anders: een van de twee rustmassa's die aan het uiteinde van de staaf hingen werd aan een eigen snaar gehangen in plaats van direct aan het uiteinde te worden bevestigd. Hierdoor kon de torsie in twee dimensies worden gemeten, en daarbij de lokale horizontale component van g . Het was ook veel nauwkeuriger. Nu algemeen aangeduid als de Eötvös-balans, wordt dit apparaat tegenwoordig veel gebruikt bij bodemonderzoek door te zoeken naar lokale zwaartekrachtfluctuaties.
Met het nieuwe apparaat werd vanaf 1906 een reeks experimenten uitgevoerd die 4000 uur duurden door Dezsö Pekár (1873-1953) en Jenő Fekete (1880-1943). De resultaten werden het eerst gepresenteerd op de 16e Internationale Geodetische Conferentie in Londen in 1909, met een claim van een nauwkeurigheid tot 1 op 100 miljoen.  Eötvös stierf in 1919 en de verdere metingen werden pas in 1922 gepubliceerd door Pekár en Fekete.

## Verwante studies
Eötvös bestudeerde ook soortgelijke experimenten die werden uitgevoerd door andere teams op bewegende schepen, wat leidde tot zijn ontwikkeling van het Eötvös-effect om de kleine verschillen die ze maten te verklaren. Deze waren te wijten aan de grotere versnellingskrachten van de schepen als ze met de draaiing van de aarde mee bewogen - dan wel kleinere als ze daar tegenin voeren, een effect dat werd aangetoond tijdens een extra run op de Zwarte Zee in 1908.
In de jaren dertig verbeterde een oud-leerling van Eötvös, János Renner (1889-1976), de resultaten verder tot tussen de 1 op 2 en 5 miljard.  Robert H. Dicke met PG Roll en R. Krotkov voerden het experiment veel later opnieuw uit met verbeterde apparatuur en verbeterde de nauwkeurigheid verder tot 1 op 100 miljard.   Ze maakten ook wat op- en aanmerkingen over het oorspronkelijke experiment, en wekten daarbij de suggestie dat de beweerde nauwkeurigheid enigszins verdacht was. Het opnieuw onderzoeken van de gegevens in het licht van deze zorgen leidde tot een zeer gering effect dat leek te suggereren dat het equivalentieprincipe niet helemaal exact was en veranderde met verschillende soorten materiaal.
In de jaren tachtig suggereerden verschillende nieuwe natuurkundige theorieën die gravitatie en kwantummechanica probeerden te combineren dat materie en antimaterie <i id="mwSw">enigszins</i> anders door zwaartekracht zouden kunnen worden beïnvloed . Gecombineerd met de beweringen van Dicke dat misschien een dergelijk verschil gemeten zou kunnen worden leidde dit tot een nieuwe reeks Eötvös-achtige experimenten (evenals getimede valpartijen in vacuüm kolommen) die uiteindelijk geen dergelijk effect aantoonden.      
Een neveneffect van deze nieuwe experimenten was een reevaluatie van de oorspronkelijke Eötvös-data, inclusief gedetailleerde studies van de lokale gesteente lagen, de fysieke lay-out van het Instituut (dat Eötvös persoonlijk had ontworpen), en zelfs het weer en andere effecten. Men kan zeggen dat het experiment goed is vastgelegd. 

## Tabel met metingen
Tests van het equivalentieprincipe
| Onderzoeker              | Jaar            | Methode                       | Gemiddelde gevoeligheid |
| John Philoponus          | 517 na Christus | Valtoren                      | "klein"                 |
| Simon Stevin             | 1585            | Valtoren                      | 5x10 −2                 |
| Galileo Galilei          | 1590?           | Slinger, Valtoren             | 2x10 −2                 |
| Isaac Newton             | 1686            | Slinger                       | 10 −3                   |
| Friedrich Wilhelm Bessel | 1832            | Slinger                       | 2x10 −5                 |
| Zuiden                   | 1910            | Slinger                       | 5x10 −6                 |
| Zeeman                   | 1918            | Torsie balans                 | 3x10 −8                 |
| Loránd Eötvös            | 1922            | Torsie balans                 | 5x10 −9                 |
| Pottenbakker             | 1923            | Slinger                       | 3x10 −6                 |
| Renner                   | 1935            | Torsie balans                 | 2x10 −9                 |
| Dicke, Roll, Krotkov     | 1964            | Torsie balans                 | 3x10 −11                |
| Braginsky, Panov         | 1972            | Torsie balans                 | 10 −12                  |
| Shapiro                  | 1976            | Laser reflectie vanaf de maan | 10 −12                  |
| Keizer, Faller           | 1981            | Fluid support                 | 4x10 −11                |
| Niebauer et al.          | 1987            | Drop Toren                    | 10 −10                  |
| Hekel, et al.            | 1989            | Torsie balans                 | 10 −11                  |
| Adelberger et al.        | 1990            | Torsie balans                 | 10 −12                  |
| Baeßler, et al.          | 1999            | Torsie balans                 | 5x10 −13                |
| Adelberger et al.        | 2006            | Torsie balans                 | 10 −13                  |
| Adelberger et al.        | 2008            | Torsie balans                 | 3x10 −14                |
| MICROSCOOP               | 2017            | satelliet baan                | 10 −15                  |